# Xylinadini
Xylinadini es una tribu de coleópteros polífagos de la familia Anthribidae. Contiene los siguientes géneros:

## Géneros
- Cercotaphius Wolfrum, 1959
- Dasycorynus Lacordaire, 1866
- Indotaphius Wolfrum, 1960
- Stiboderes Jordan, 1925
- Taphrodes Jordan, 1925
- Xylinada Berthold, 1827